# حفل توزيع جوائز الغولدن غلوب الثاني والستون
حفل توزيع جوائز الغولدن غلوب الثاني والستون هو حفل لتكريم أفضل الأعمال السينمائية والتلفزيونية لعام 2004. أقيم الحفل بتاريخ 16 يناير 2005. وبُث في الولايات المتحدة على شبكة إن بي سي ودبي وان وإم بي سي 2 وإم بي سي 4 في الشرق الأوسط وشمال أفريقيا.

## الفائزين والمرشحين

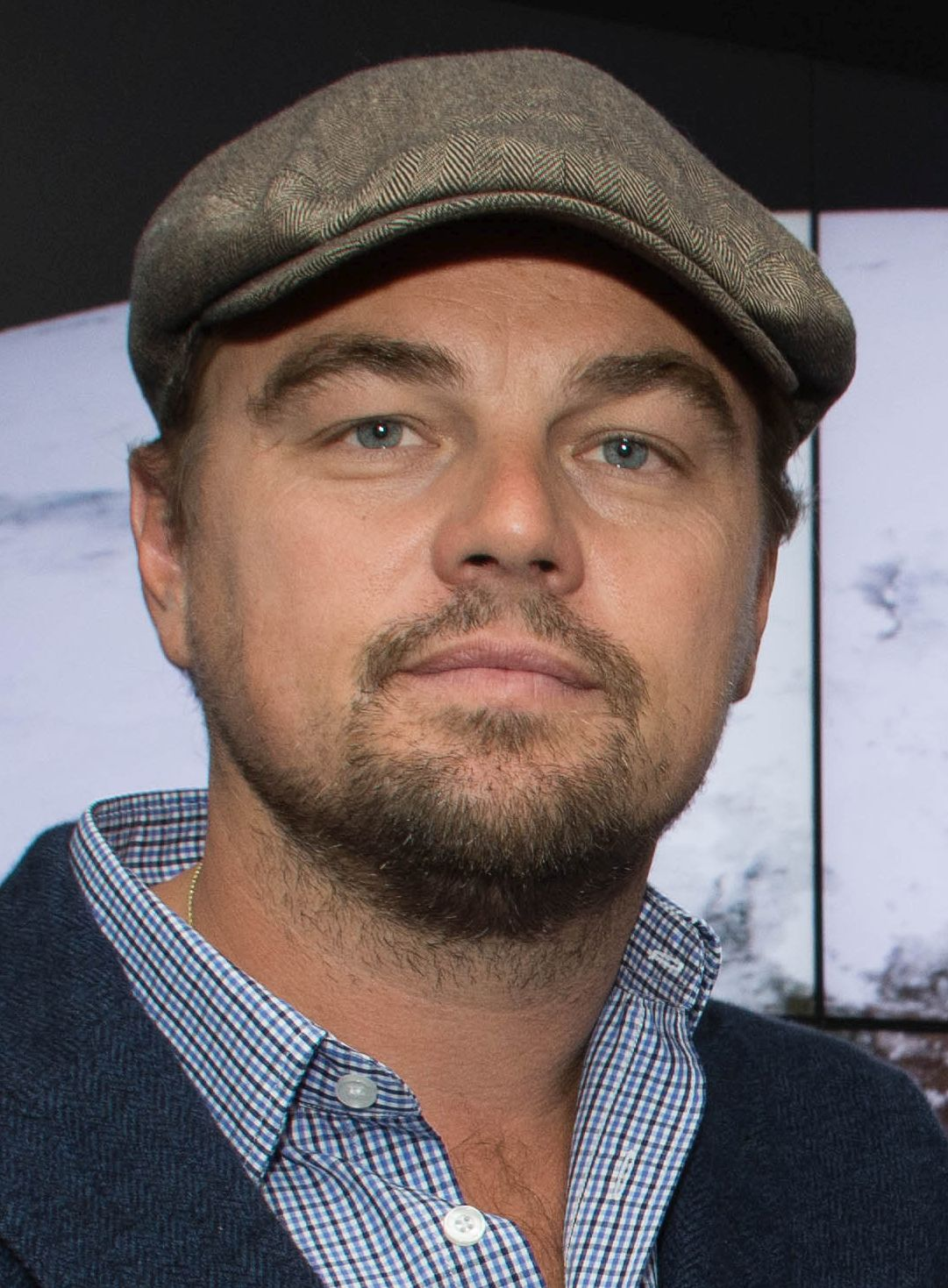
ليوناردو دي كابريو، أفضل ممثل في فيلم – دراما

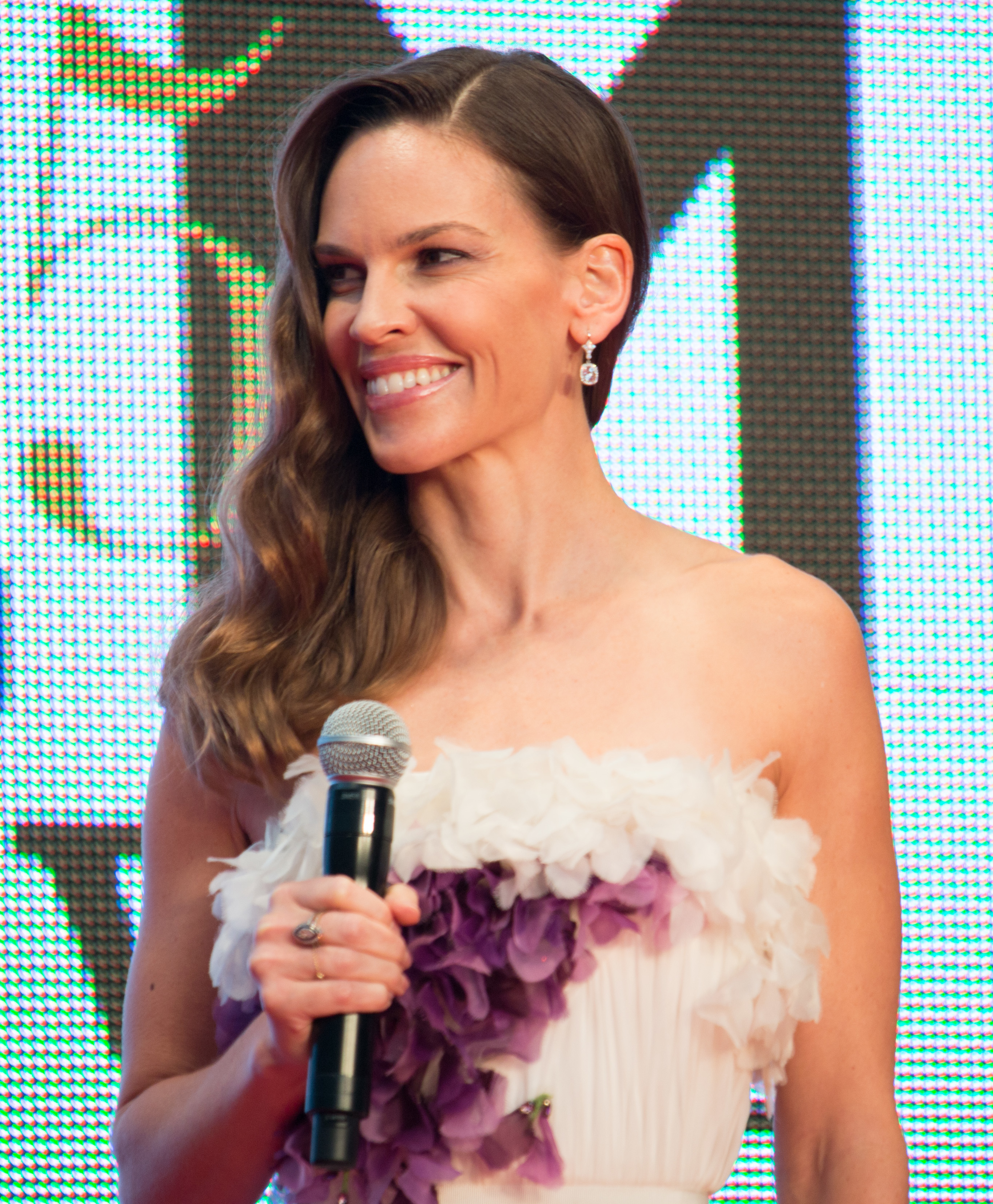
هيلاري سوانك، أفضل ممثلة في فيلم – دراما

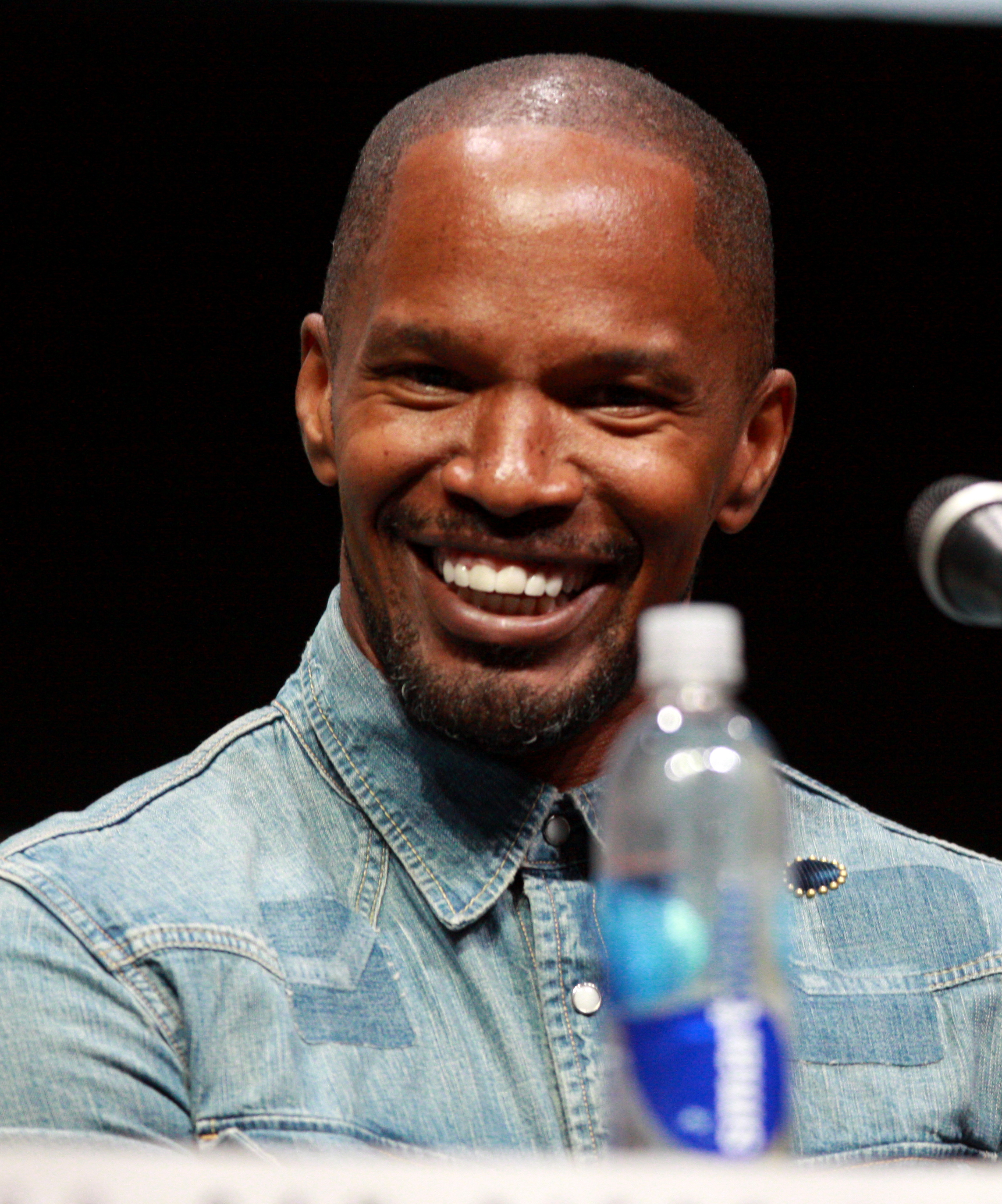
جيمي فوكس، أفضل ممثل في فيلم – موسيقي أو كوميدي

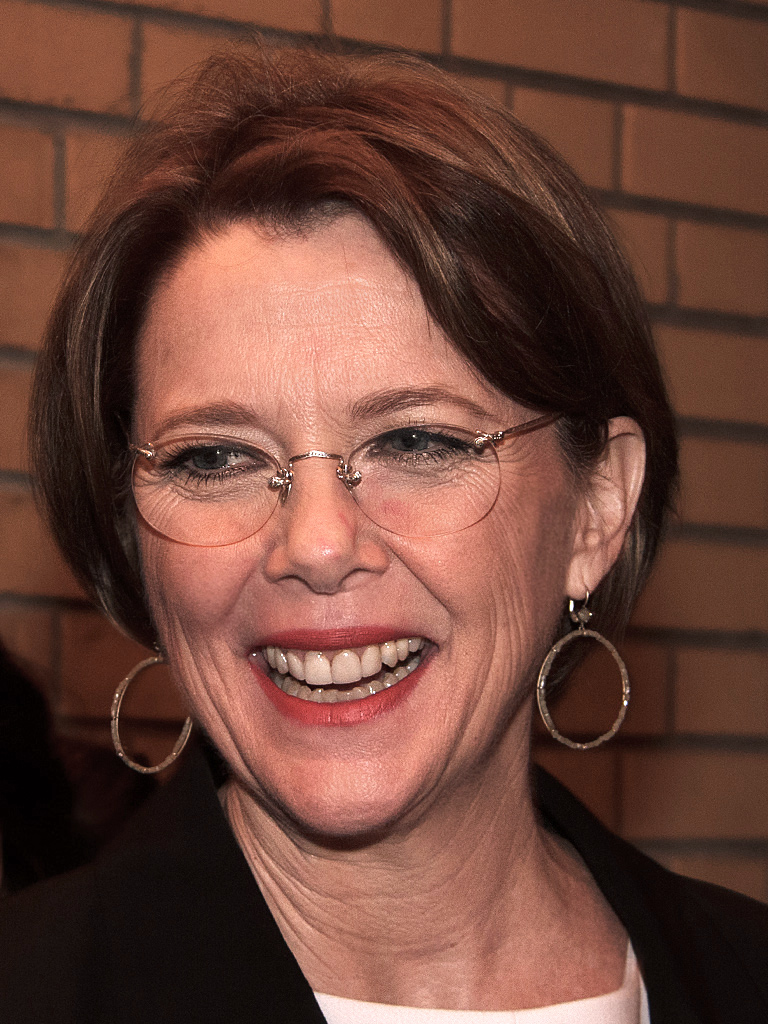
آنيت بنينغ، أفضل ممثلة في فيلم – موسيقي أو كوميدي

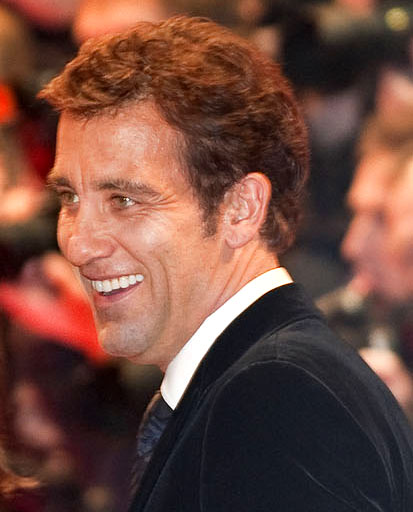
كلايف أوين، أفضل ممثل مساعد

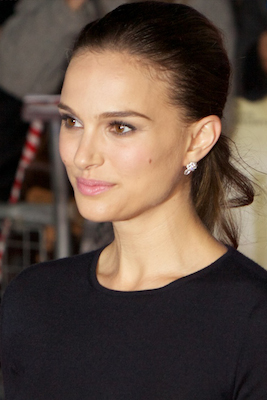
ناتالي بورتمان، أفضل ممثلة مساعدة

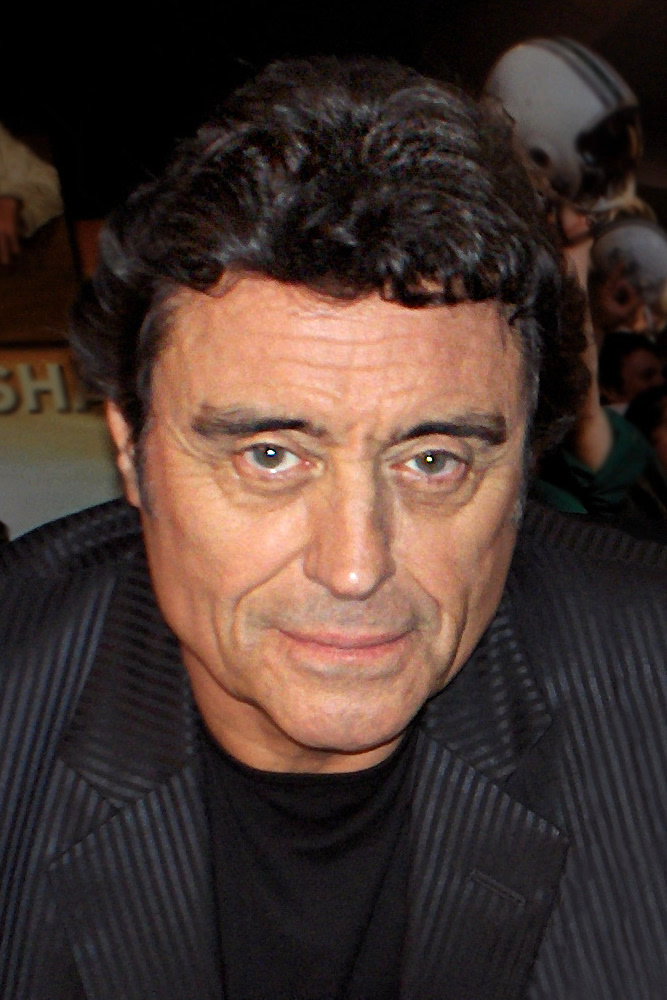
إيان ماكشين، أفضل ممثل في مسلسل – دراما

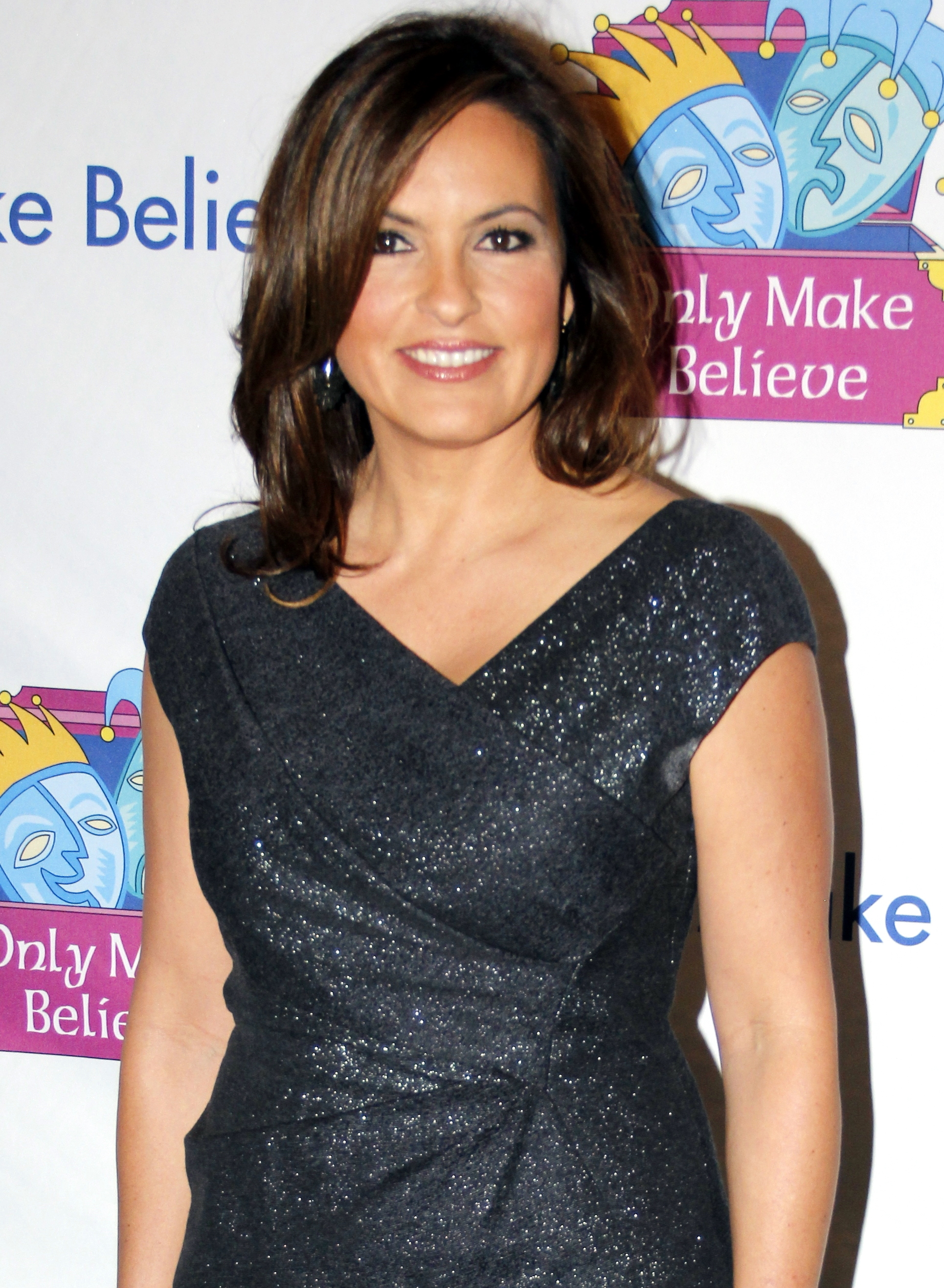
ماريسكا هارغيتاي، أفضل ممثلة في مسلسل – دراما

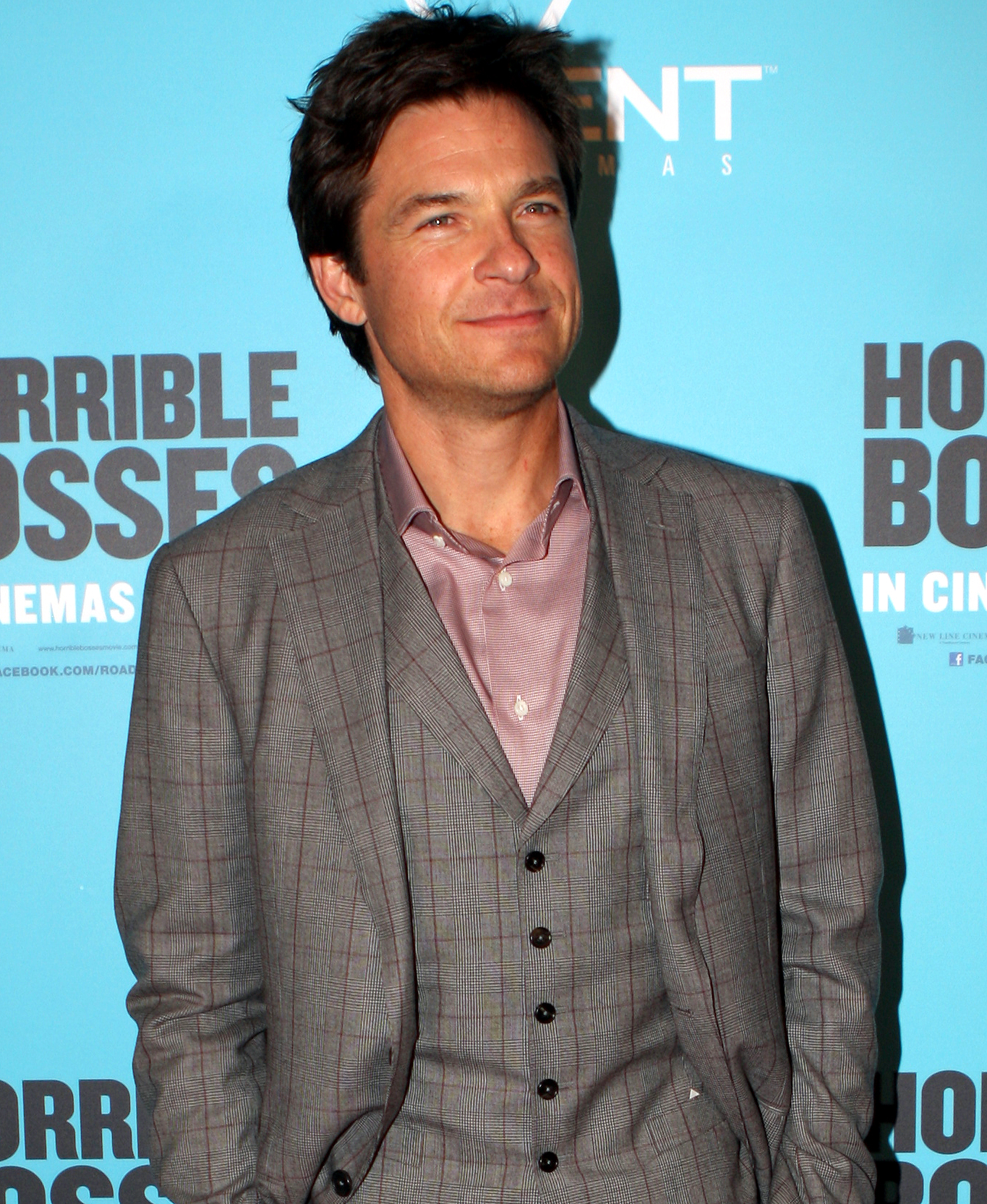
جيسون بيتمان، أفضل ممثل في مسلسل – موسيقي أو كوميدي

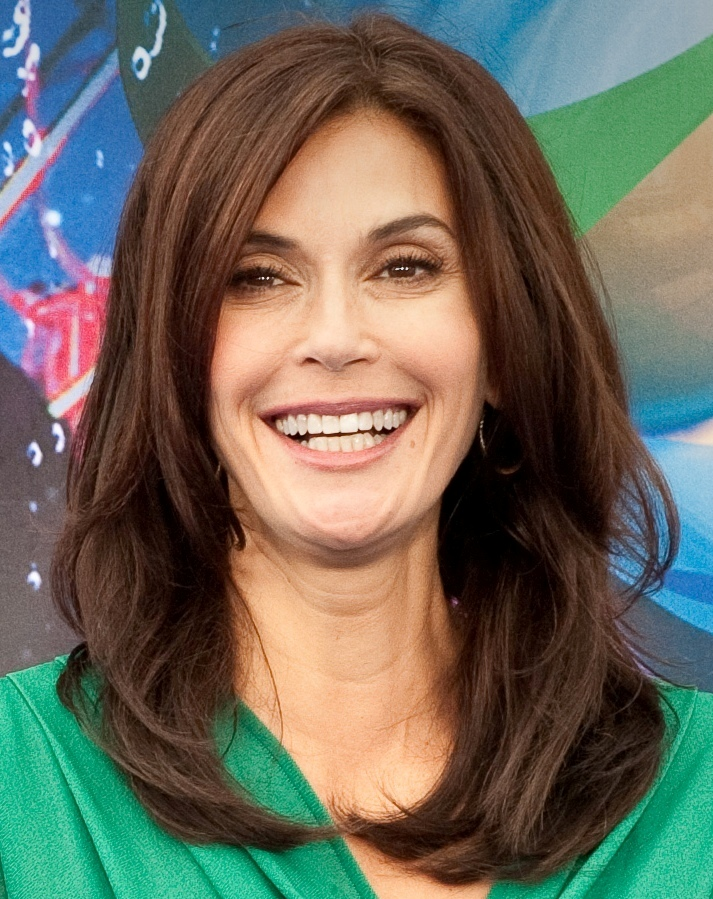
تيري هاتشر، أفضل ممثلة في مسلسل – موسيقي أو كوميدي

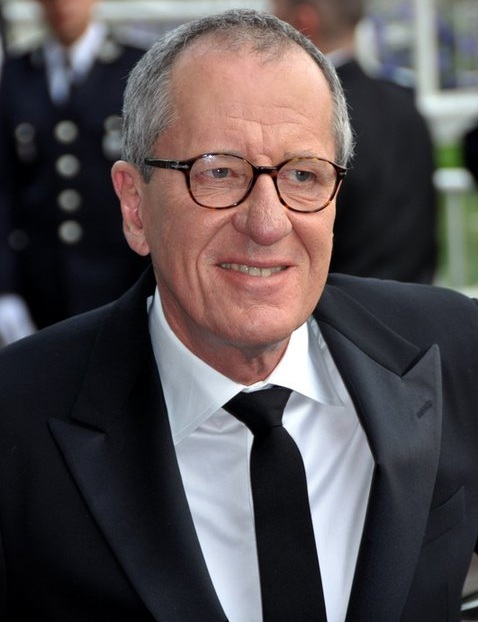
جيوفري راش، أفضل ممثل في مسلسل قصير أو فيلم تلفزيوني

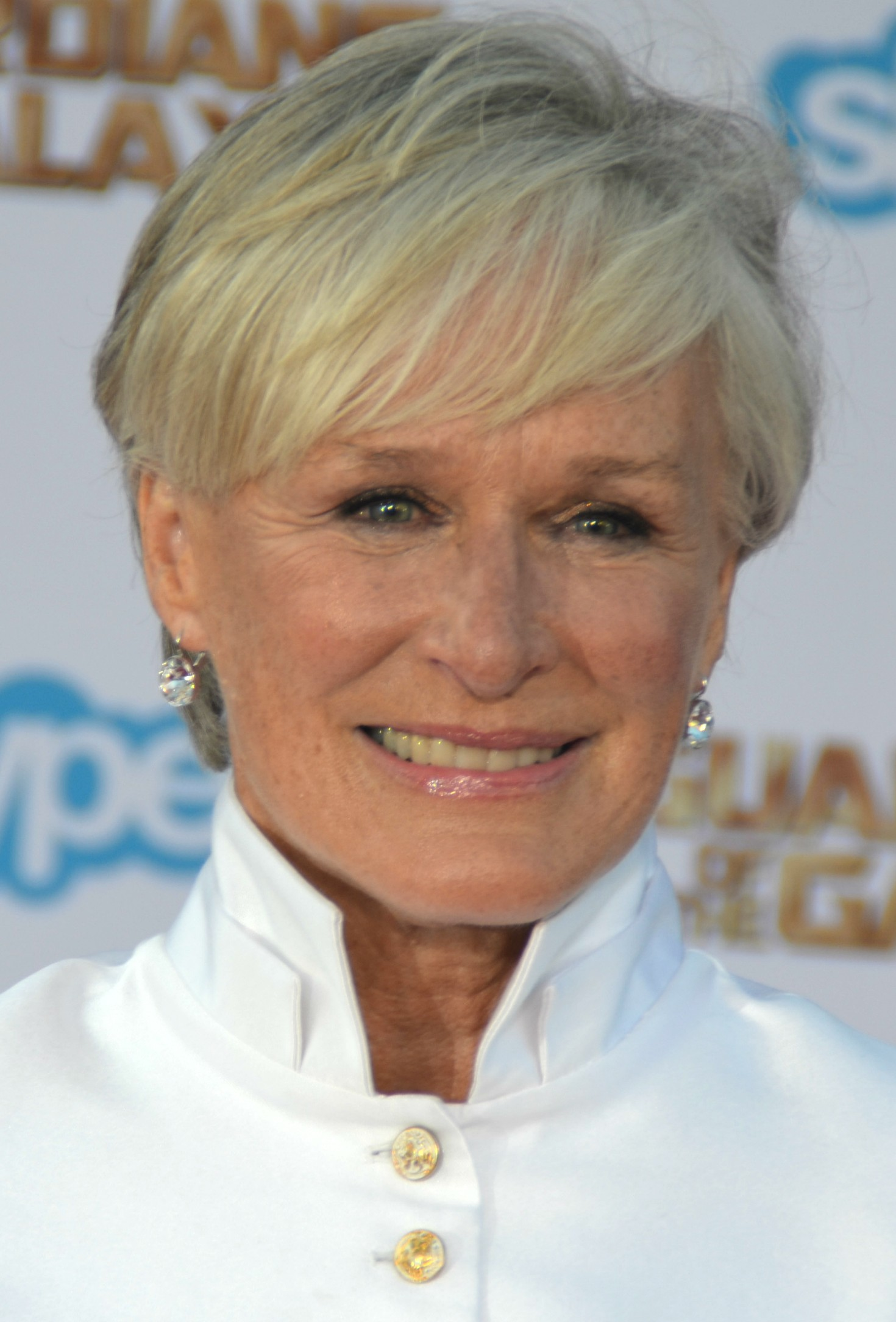
غلين كلوز، أفضل ممثلة في مسلسل قصير أو فيلم تلفزيوني

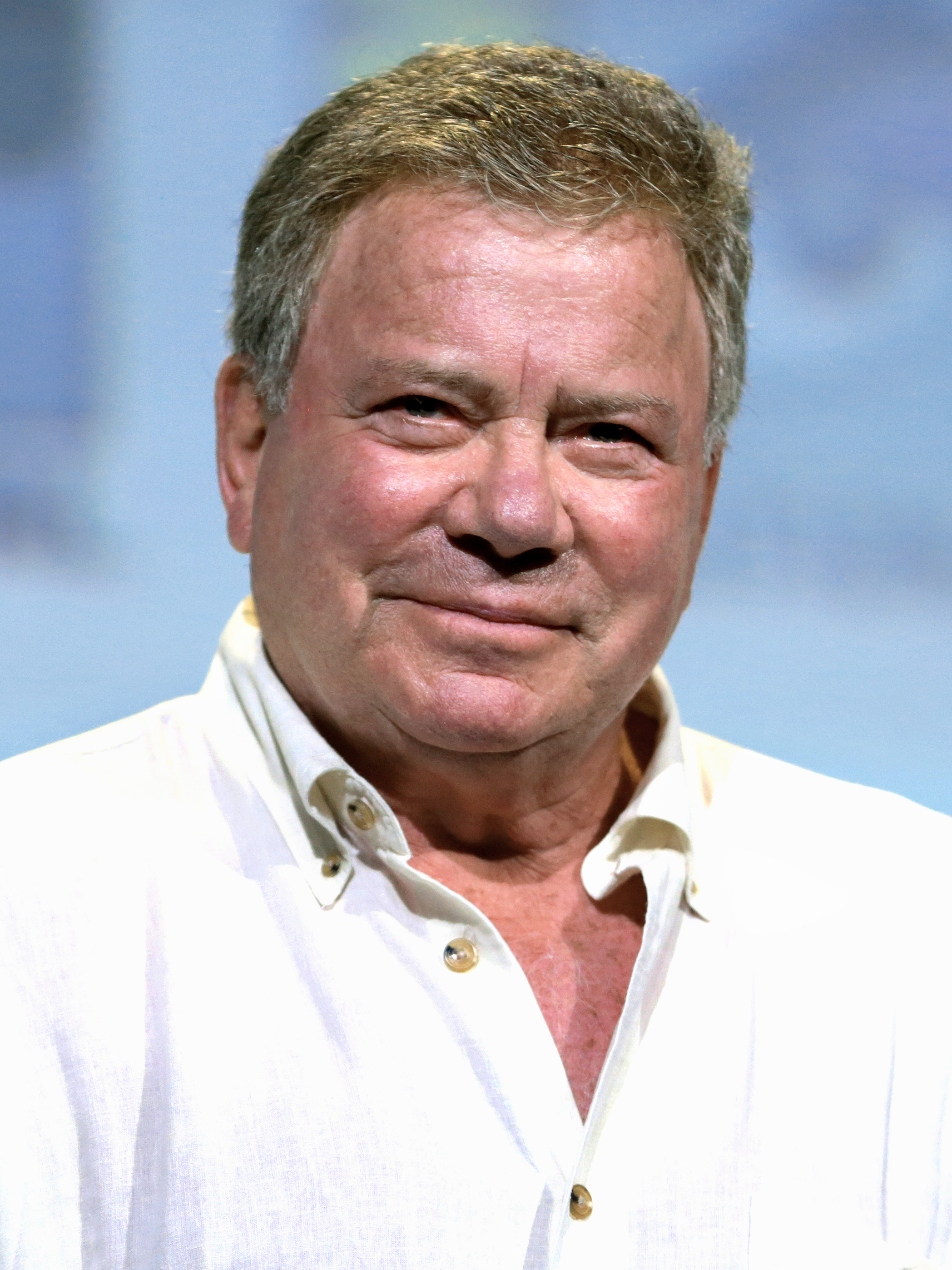
ويليام شاتنر، أفضل ممثل مساعد في مسلسل قصير أو فيلم تلفزيوني

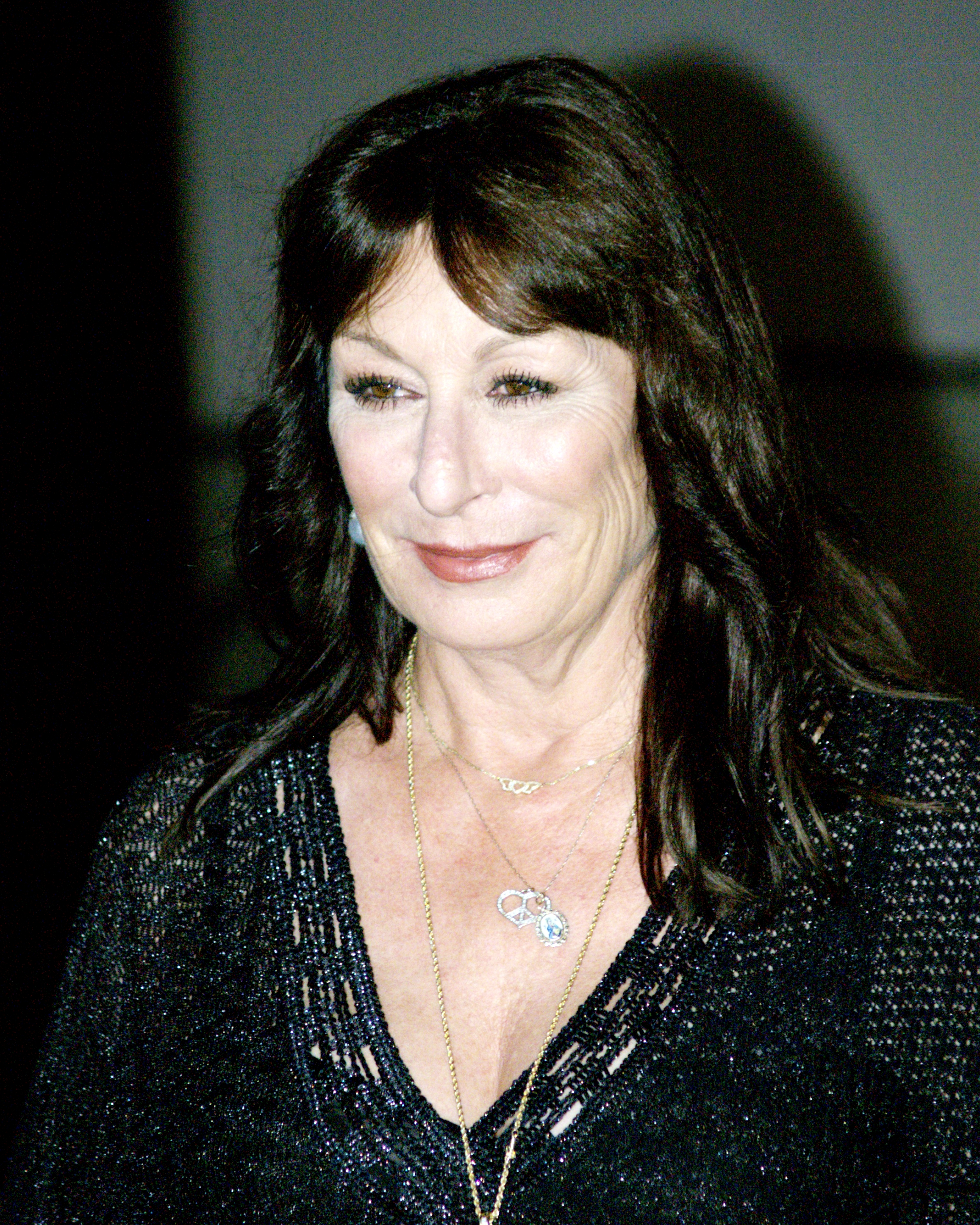
أنجيليكا هيوستن، أفضل ممثلة مساعدة في مسلسل قصير أو فيلم تلفزيوني

فيما يلي الفائزين والمرشحين لجوائز الغولدن غلوب الثانية والستون. أسماء الفائزين واردة في الجزء العلوي من كل قائمة بخط غليض.

### الأفلام
| أفضل فيلم | أفضل فيلم |
| دراما | موسيقي أو كوميدي |
| --- | --- |
| - الطيار - أقرب - العثور على أرض الخلود - فندق رواندا - كينسي - فتاة المليون دولار | - طرق جانبية - إشراقة أبدية لعقل نظيف - أبطال خارقون - شبح الأوبرا - راي |
| أفضل أداء في فيلم – دراما | |
| ممثل | ممثلة |
| - ليوناردو دي كابريو – الطيار بدور هاوارد هيوز - خافيير باردم – البحر بداخله بدور رامون سامبيدرو - دون شيدل – فندق رواندا بدور بول روسيساباجينا - جوني ديب – العثور على أرض الخلود بدور جيمس ماثيو باري - ليام نيسون – كينسي بدور ألفريد كينسي | - هيلاري سوانك – فتاة المليون دولار بدور مارغريت "ماغي" فيتزجيرالد - سكارليت جوهانسون – A Love Song for Bobby Long بدور بورسلاين ويل - نيكول كيدمان – Birth بدور آنا - إيميلدا ستاونتون – فيرا دريك [الإنجليزية] بدور فيرا دريك - أوما ثورمان – اقتل بيل الجزء 2 بدور العروس                                                               |
| أفضل أداء في فيلم – موسيقي أو كوميدي | |
| ممثل | ممثلة |
| - جيمي فوكس – راي بدور ري تشارلز - جيم كاري – إشراقة أبدية لعقل نظيف بدور جويل باريش - بول جياماتي – طرق جانبية بدور مايلز ريموند - كيفين كلاين – De-Lovely بدور كول بورتر - كيفين سبيسي – Beyond the Sea بدور بوبي دارين                      | - آنيت بنينغ – Being Julia بدور جوليا لامبرت - آشلي جود – De-Lovely بدور ليندا لي توماس - إيمي روسوم – شبح الأوبرا بدور كريستين داي - كيت وينسليت – إشراقة أبدية لعقل نظيف بدور كليمنتين كروزينسكي - رينيه زيلويغر – بريجيت جونز: على حافة المنطق بدور بريدجت جونز                                                                         |
| أفضل أداء دور مساعد في فيلم | |
| ممثل مساعد | ممثلة مساعدة |
| - كلايف أوين – أقرب بدور لاري غراي - ديفيد كارادين – اقتل بيل الجزء 2 بدور بيل - توماس هادن تشورتش – طرق جانبية بدور جاك كول - جيمي فوكس – جانبية بدور ماكس دوروشار - مورغان فريمان – فتاة المليون دولار بدور إيدي "سكراب-آيرون" دوبريس        | - ناتالي بورتمان – أقرب بدور أليس ايريس/جين جونز - كيت بلانشيت – الطيار بدور كاثرين هيبورن - لورا ليني – كينسي بدور كلارا ماكميلن - فيرجينيا مادسن – طرق جانبية بدور مايا راندال - ميريل ستريب – المرشح المنشوري بدور السناتور اليانور برنتيس شو                                                                                           |
| أفضل مخرج | أفضل سيناريو |
| - كلينت إيستوود – فتاة المليون دولار - مارك فورستر – العثور على أرض الخلود - مايك نيكولز – أقرب - ألكسندر باين – طرق جانبية - مارتن سكورسيزي – الطيار                                                                                          | - ألكسندر باين و جيم تايلر – طرق جانبية - تشارلي كوفمان – إشراقة أبدية لعقل نظيف - جون لوغان (كاتب) – الطيار - ديفيد ماغي [الإنجليزية] – العثور على أرض الخلود - باتريك ماربر [الإنجليزية] – أقرب |
| أفضل موسيقى تصويرية أصلية | أفضل أغنية أصلية |
| - هوارد شور – الطيار - كلينت إيستوود – فتاة المليون دولار - جان كازماريك ‏ – العثور على أرض الخلود - رولف كينت – طرق جانبية - هانز زيمر – اسبانغليش                                                                                             | - "Old Habits Die Hard" (ميك جاغر و دايفيد أ. ستيوارت) – ألفي - "Accidentally in Love" (Counting Crows) – شريك 2 - "Believe" (جلان بالارد و آلان سيلفستري) – القطار القطبي السريع - "Learn to Be Lonely" (تشارلز هارت و أندرو لويد ويبر) – شبح الأوبرا - "Million Voices" (Jerry Duplessis, أندريا غيرا (ملحن) و وايكلف جين) – فندق رواندا |
| أفضل فيلم بلغة أجنبية | |
| - البحر بداخله (إسبانيا) - خطوبة طويلة جدا (فرنسا) - الجوقة (فرنسا) - House of Flying Daggers (الصين) - يوميات دراجة النارية (البرازيل) | |

### المسلسلات
| أفضل مسلسل | أفضل مسلسل |
| دراما | موسيقي أو كوميدي |
| --- | --- |
| - نيب/تك - 24 - Deadwood - الضياع - آل سوبرانو | - ربات بيوت يائسات - عائلة بلوث - أنتوراج - الجنس والمدينة - ويل وغريس |
| أفضل أداء في مسلسل – دراما | |
| ممثل | ممثلة |
| - إيان ماكشين – Deadwood بدور Al Swearengen - مايكل تشيكلس – الدرع بدور Det. Vic Mackey - دينيس ليري – Rescue Me بدور Tommy Gavin - جوليان مكماهون – نيب/تك بدور كريستيان تروي - جيمس سبيدر – بوسطن ليغال بدور Alan Shore                                                                                                | - ماريسكا هارغيتاي – القانون والنظام: الوحدة الخاصة للضحايا بدور Det. Olivia Benson - إدي فالكو – آل سوبرانو بدور Carmela Soprano - جينيفر غارنر – إيلياس بدور Sydney Bristow - كريستين لاتي – Jack & Bobby بدور Professor Grace McCallister - جولي ريتشاردسون – نيب/تك بدور Julia McNamara                     |
| أفضل أداء في مسلسل – موسيقي أو كوميدي | |
| ممثل | ممثلة |
| - جيسون بيتمان – عائلة بلوث بدور Michael Bluth - زاك براف – سكرابز بدور جاي. دي. - لاري ديفيد – اكبح حماسك بدور Larry David - مات لوبلان – جوي بدور جوي تريبياني - توني شلهوب – مونك بدور أدريان مونك - تشارلي شين – رجلان ونصف بدور تشارلي هاربر ‏                                                                       | - تيري هاتشر – ربات بيوت يائسات بدور سوزان ماير - مارشا كروس – ربات بيوت يائسات بدور بري فان دي كامب - فيليستي هوفمان – ربات بيوت يائسات بدور لينيت سكافو - ديبرا ميسينغ – ويل وغريس بدور Grace Adler - سارة جيسيكا باركر – الجنس والمدينة بدور كاري برادشو                                                     |
| أفضل أداء في مسلسل قصير أو فيلم تلفزيوني | |
| ممثل | ممثلة |
| - جيوفري راش – The Life and Death of Peter Sellers بدور بيتر سلرز - ياسين باي – Something the Lord Made بدور فيفيان توماس - جيمي فوكس – Redemption: The Stan Tookie Williams Story بدور ستانلي وليامز - ويليام ميسي – The Wool Cap بدور Charles Gigot - باتريك ستيوارت – The Lion in Winter بدور هنري الثاني ملك إنجلترا | - غلين كلوز – The Lion in Winter بدور إليانور آكيتاين - بليث دانر – Back When We Were Grownups بدور Rebecca Davitch - جوليانا مارغوليس – The Grid بدور Maren Jackson - ميراندا ريتشاردسون – The Lost Prince بدور ماري تك - هيلاري سوانك – Iron Jawed Angels بدور أليس بول                                       |
| أفضل أداء ثانوي في مسلسل أو مسلسل قصير أو فيلم تلفزيوني | |
| ممثل مساعد | ممثلة مساعدة |
| - ويليام شاتنر – بوسطن ليغال بدور Denny Crane - شون هايز – ويل وغريس بدور Jack McFarland - مايكل إمبريولي – آل سوبرانو بدور Christopher Moltisanti - جيريمي بايفن – أنتوراج بدور Ari Gold - أوليفر بلات – Huff بدور Russell Tupper                                                                                       | - أنجيليكا هيوستن – Iron Jawed Angels بدور كاري تشابمان كات - دريا دي ماتو – آل سوبرانو بدور Adriana La Cerva - نيكوليت شريدان – ربات بيوت يائسات بدور إيدي بريت - تشارليز ثيرون – The Life and Death of Peter Sellers بدور بريت إيكلاند - إميلي واتسون – The Life and Death of Peter Sellers بدور Anne Sellers |
| أفضل مسلسل قصير أو فيلم تلفزيوني | |
| - The Life and Death of Peter Sellers - American Family - Iron Jawed Angels - The Lion in Winter - Something the Lord Made | |

## توزيع الجوائز

### الأكثر ترشيحًا

#### الأفلام
المسلسلات الـ13 التالية تلّقت عدّة ترشيحات:
| الترشيحات | الفيلم                 |
| --------- | ---------------------- |
| 7         | طرق جانبية             |
| 6         | الطيار                 |
| 5         | أقرب                   |
| 5         | العثور على أرض الخلود  |
| 5         | فتاة المليون دولار     |
| 4         | إشراقة أبدية لعقل نظيف |
| 3         | فندق رواندا            |
| 3         | كينسي                  |
| 3         | شبح الأوبرا            |
| 2         | De-Lovely              |
| 2         | اقتل بيل الجزء 2       |
| 2         | راي                    |
| 2         | البحر بداخله           |

#### المسلسلات
المسلسلات الـ13 التالية تلّقت عدّة ترشيحات:
| الترشيحات | المسلسل                             |
| --------- | ----------------------------------- |
| 5         | ربات بيوت يائسات                    |
| 4         | The Life and Death of Peter Sellers |
| 4         | آل سوبرانو                          |
| 3         | Iron Jawed Angels                   |
| 3         | The Lion in Winter                  |
| 3         | نيب/تك                              |
| 3         | ويل وغريس                           |
| 2         | عائلة بلوث                          |
| 2         | بوسطن ليغال                         |
| 2         | Deadwood                            |
| 2         | أنتوراج                             |
| 2         | الجنس والمدينة                      |
| 2         | Something the Lord Made             |

### الأكثر فوزاً

#### الأفلام
حصلت الأفلام التالية على أكثر من جائزتين:
| عدد الجوائز | الفيلم              |
| ----------- | ------------------- |
| 3           | The Aviator         |
| 2           | Closer              |
| 2           | Million Dollar Baby |
| 2           | Sideways            |

#### المسلسلات
حصلت المسلسلات التالية على أكثر من جائزتين:
| عدد الجوائز | المسلسل                             |
| ----------- | ----------------------------------- |
| 2           | Desperate Housewives                |
| 2           | The Life and Death of Peter Sellers |